# Wilhelm Fabricius (Forstwissenschaftler)

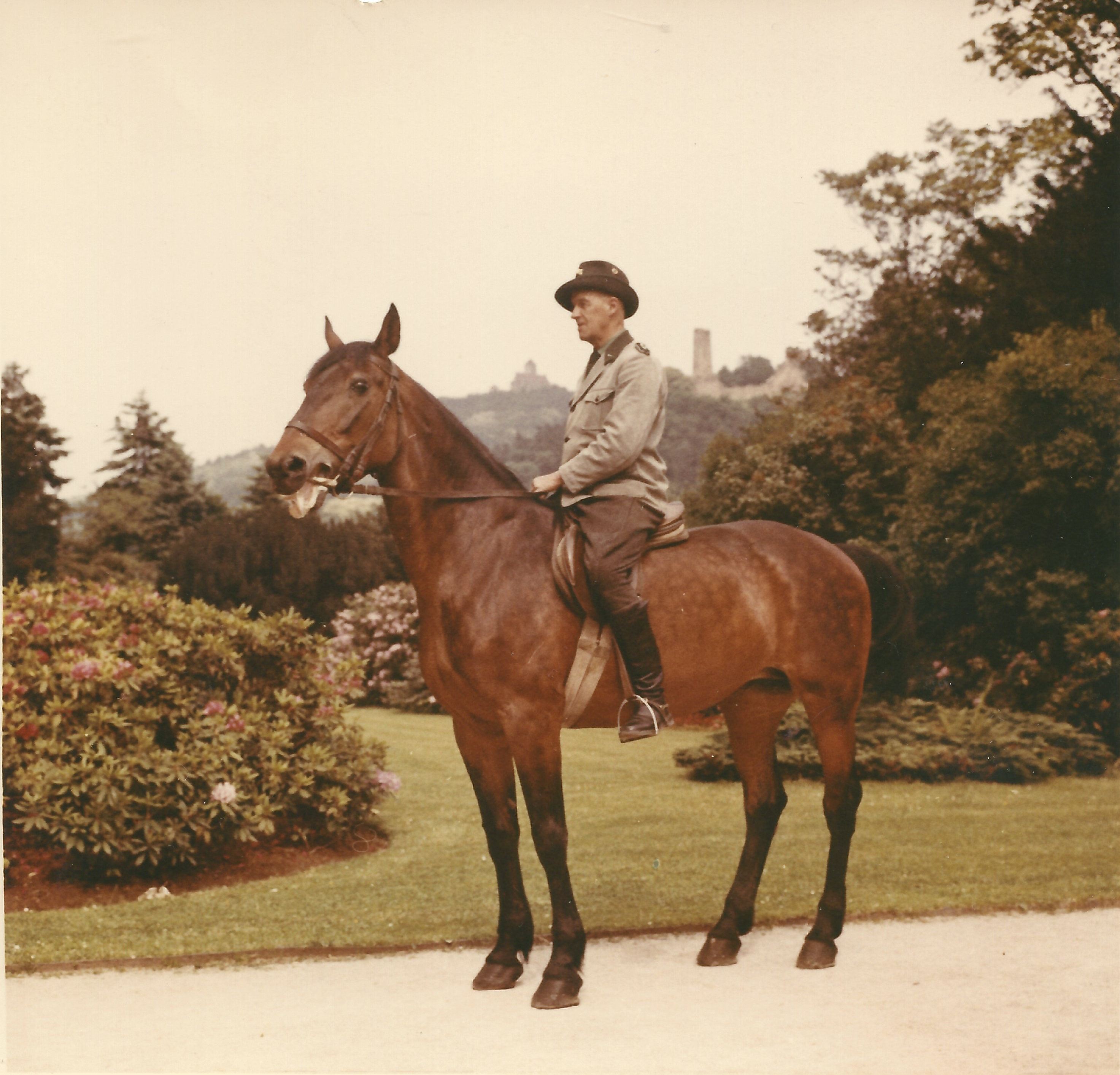
Wilhelm Fabricius auf seinem Pferd Schwalbe im Schlosspark Weinheim, 1959

Wilhelm Fabricius (* 8. Mai 1894 in Freiburg im Breisgau; † 6. Mai 1989 in Eberbach; Pfadfindername: Hartmut) war ein deutscher Forstwissenschaftler und Schriftsteller. Von 1924 bis 1931 war der gelernte Förster als „Reichsvogt“ ehrenamtlicher Bundesführer des Deutschen Pfadfinderbunds.

## Leben
Fabricius war der älteste Sohn des Freiburger Altphilologen und Limes-Forschers Ernst Fabricius. Er wuchs in einer naturverbundenen Familie auf. Dies und seine Mitgliedschaft bei den Pfadfindern ab 1909 beeinflussten ihn, Förster zu werden. Im  Studium der Forstwissenschaften in Leipzig und Freiburg spezialisierte er sich auf die Pflanzung exotischer Baumarten; deshalb erhielt  er 1929 eine Stelle als Forstassessor in Weinheim, wo er unter anderem den Exotenwald betreute. Fabricius, später Forstamtsleiter, blieb bis zu seiner Pensionierung in Weinheim. Unterbrochen wurde diese Tätigkeit durch seinen Einsatz im Zweiten Weltkrieg in einem Forstschutzkommando, das in den Abschnitten Mitte und Nord der Ostfront in der Holzgewinnung und in der Bekämpfung von Partisanen tätig war.
1933 war Fabricius Stammführer der Hitlerjugend. Am 1. Mai 1933 trat er in die Nationalsozialistische Deutsche Arbeiterpartei ein. Er war zudem Mitglied des Sicherheitsdienstes des Reichsführers SS. Ein Mitgliedsantrag zur Schutzstaffel wurde abgelehnt.
Im Deutschen Pfadfinderbund war Fabricius nach dem Ersten Weltkrieg zunächst „Landesvogt“ in Baden, bevor er 1924 zum „Reichsvogt“ gewählt wurde. Unter seiner Führung festigte sich der Deutsche Pfadfinderbund nach den Richtungskonflikten der frühen 1920er Jahre wieder (siehe Neupfadfinder und Ringpfadfinder) und konnte sich zum größten Bund der Bündischen Jugend entwickeln. Nach dem Zweiten Weltkrieg wurde er nach eigenen Angaben wegen seiner Tätigkeit bei den Pfadfindern und der damit verbundenen vermuteten Vorbereitung des NS-Machtübernahme für zehn Monate vom US-Militär interniert.
Neben seiner beruflichen Tätigkeit engagierte er sich in der Deutschen Dendrologischen Gesellschaft, deren Präsident er in den 1960er Jahren war. Zudem fungierte er als parteiloser Stadtrat in Weinheim.
Seine Erlebnisse in der Pfadfinderbewegung und im Forst verarbeitete Fabricius in zahlreichen Büchern. Darüber hinaus verfasste er zahlreiche Aufsätze für dendrologische Fachzeitschriften.

## Werke
- Wild und Wildlinge. 1927
- Führer durch die Gräflich v. Berckheim'schen Anlagen ausländischer Holzarten in Weinheim a. d. Bergstraße. 1933
- Ritterliche Waffenspiele. 1935
- Schloßpark und Exotenwald: Weinheim an der Bergstraße; 100 Jahre Fremdländische Baumarten in Weinheim. ca. 1960
- Die Rappenreiter. 1970
- Der Page und das Paradies. 1976
- Geister und Abergeister. 1981
- Wunder zwischen Wald und Wasser. 1982
- Reiter und Pan. 1982
- Die Liebe Gottes. 1985